# Episodi di Into The Night
La prima stagione della serie televisiva Into The Night, composta da 6 episodi, è stata interamente pubblicata in tutto il mondo sul sito di streaming on demand Netflix il 1º maggio 2020.
| n° | Titolo originale | Titolo italiano | Pubblicazione USA | Pubblicazione Italia |
| -- | ---------------- | --------------- | ----------------- | -------------------- |
| 1  | Sylvie           | Sylvie          | 1º maggio 2020    | 1º maggio 2020       |
| 2  | Jakub            | Jakub           | 1º maggio 2020    | 1º maggio 2020       |
| 3  | Mathieu          | Mathieu         | 1º maggio 2020    | 1º maggio 2020       |
| 4  | Ayaz             | Ayaz            | 1º maggio 2020    | 1º maggio 2020       |
| 5  | Rik              | Rik             | 1º maggio 2020    | 1º maggio 2020       |
| 6  | Terenzio         | Terenzio        | 1º maggio 2020    | 1º maggio 2020       |

## Sylvie
- Titolo originale: Sylvie
- Diretto da: Inti Calfat e Dirk Verheye
- Scritto da: Jason George

### Trama
I passeggeri si riuniscono all'aeroporto di Bruxelles per un volo red eye verso Mosca. Le televisioni nell'aeroporto iniziano a mostrare persone collassate nel mezzo delle loro trasmissioni. Un frenetico ufficiale della NATO, Terenzio, ruba un fucile ed entra con la forza nell'aereo, che aveva appena iniziato ad imbarcare i passeggeri. In seguito, ordina al co-pilota Mathieu di decollare in direzione Ovest immediatamente, sparandogli ad una mano e danneggiando la radio. Con il capitano e una hostess ancora nell'aeroporto, Sylvie, un'ex pilota militare di elicotteri, si fa volontaria e decollano in direzione Islanda. Terenzio spiega che la luce del sole sta uccidendo tutte le creature viventi mentre si muove intorno alla terra. Laura, un'infermiera a domicilio, si occupa della ferita di Mathieu. Un altro passeggero, proprio mentre Ayaz disarma Terenzio, sviene apparentemente malato. L'aereo si avvicina all'aeroporto internazionale di Keflavík, ma lo trova nel caos, così Mathieu decide di tornare indietro e atterrare alla RAF Kinloss, in Scozia. Dopo essere atterrati nella base ormai apparentemente deserta, i telefoni dei passeggeri iniziano a riportare notizie che sembrano dar ragione a Terenzio. Alla fine, tre uomini della RAF arrivano all'aereo.

## Jakub
- Titolo originale: Jakub
- Diretto da: Indi Calfat e Dirk Verheye
- Scritto da: Jason George

### Trama
Un flashback mostra Jakub, l'ingegnere, a casa con sua moglie. Il passeggero malato muore, mentre i soldati avvisano che bisogna volare verso ovest e seguire la notte. Una madre, Zara, esprime i suoi sospetti riguardo alla situazione e viene portata di forza nell'aereo con suo figlio Dominik (che era in attesa di un'operazione per la fibrosi cistica a Mosca) prima di decollare in direzione del Canada. Sylvie rivela a Jakub che voleva commettere il suicidio dopo il volo a causa della morte del suo ragazzo. Nel frattempo la connessione internet dell'aereo viene riparata. L'ipotesi di Horst è che ci sia stata un'improvvisa esplosione di raggi gamma ionizzanti dal sole, simile a quanto detto in termini religiosi da Rik. Ayaz scopre che i tre soldati inglesi sarebbero dovuti finire alla corte marziale per stupro e omicidio, avvisando Sylvie. Prima di atterrare in Canada, Mathieu invia i soldati in città alla ricerca di un rimpiazzo per la radio, i soldati però insistono ad essere accompagnati da Jakub e dall'assistente di volo Gabrielle. Jakub tenta di rinchiudere i soldati in un ripostiglio e ritornare in seguito all'aereo insieme a Gabrielle, ma la lascia indietro per via dei soldati che nel mentre sono scappati. L'aereo decolla con Jakub a bordo mentre i soldati li inseguono sulla pista sparando e danneggiando un finestrino.

## Mathieu
- Titolo originale: Mathieu
- Diretto da: Indi Calfat e Dirk Verheye
- Scritto da: Jason George

### Trama
In un flashback, viene mostrato Mathieu mentre tradisce la moglie. Terenzio chiede a Mathieu di smettere di prendere decisioni per tutti, mentre gli altri difendono il capitano. Un pilota americano alla radio parla di un posto sicuro alle Hawaii. Rik si unisce a Terenzio nella richiesta di avere democrazia a bordo. Nel mentre alcuni malfunzionamenti elettronici portano Mathieu a sospettare che uno dei soldati si sia nascosto nel vano del carrello di atterraggio. Per tutta risposta inizia ad aumentare l'altitudine, ma è costretto a scendere nuovamente in seguito alla rottura del finestrino danneggiato. Ayaz, Terenzio e Jakub vanno verso il carrello e Ayaz salva Terenzio uccidendo il soldato. Laura nel frattempo persuade Mathieu a volare ad un'altitudine minore per facilitare la respirazione di Dominik. Osman, un impiegato, rivela che Ayaz ha estratto un sacchetto di gemme dallo stomaco del primo passeggero deceduto. Così lui ammette di aver pagato l'uomo per contrabbandare le gemme. I passeggeri discutono della colpevolezza di Ayaz per la morte del ragazzo e lo ammanettano alla baia avionica.

## Ayaz
- Titolo originale: Ayaz
- Diretto da: Indi Calfat e Dirk Verheye
- Scritto da: Jason George

### Trama
In un flashback, Ayaz picchia brutalmente un uomo che lo aveva minacciato di denunciarlo per via della condotta di una sua prostituta. Prima di atterrare in Alaska, il gruppo intrattiene un processo per Ayaz, con Terenzio che lo difende e decide che deve rimanere sull'aereo per tornare a Bruxelles dopo aver rivelato che esiste un bunker della NATO. Horst suggerisce che le radiazioni del sole hanno reso il cibo fresco nutrizionalmente inutile. Mathieu confessa a Sylvie della sua storia con l'assistente di volo lasciata a Bruxelles. Mathieu sembra soffrire di un crollo emotivo e perciò viene rimosso con la forza dalla cabina di pilotaggio per farlo riposare. Un messaggio criptico da parte di un cosmonauta russo viene sentito attraverso la radio. Ines scopre che il porto sicuro alle Hawaii non è mai stato completato e non è più un'opzione. Mathieu collassa nel bagno e Laura conclude che la ferita gli ha causato uno shock settico è che c’è un urgente bisogno di eliminare i tessuti infetti. Sylvie riesce a far atterrare l'aereo a Bruxelles usando le sole istruzioni di un video su YouTube. Horst ipotizza che le radiazioni abbiano reso anche il carburante rifornito in Scozia totalmente inutilizzabile.

## Rik
- Titolo originale: Rik
- Diretto da: Indi Calfat e Dirk Verheye
- Scritto da: Jason George

### Trama
Nel flashback viene mostrato Rik mentre conversa con un truffatore su un sito di incontri online, mentre Jakub e Osman localizzano del carburante utilizzabile. Laura, Horst e Zara, portano Mathieu e Dominik ad un ospedale vicino per poter operare il capitano e recuperare scorte mediche. Laura riesce ad eliminare con successo il tessuto infetto dalla mano di Mathieu. Dominik viene spaventato da un animale sopravvissuto al disastro. Nel frattempo, Terenzio, Ayaz e Rik entrano nel quartier generale della NATO per cercare più informazioni riguardo al bunker. Mentre Rik scopre le coordinate approssimative del bunker sotto una diga in Bulgaria, tra Ayaz e Terenzio scoppia una lite nella sala conferenza a causa delle provocazioni di quest’ultimo. Terenzio lascia Ayaz morente nella stanza, riferendo agli altri che in realtà ha deciso di ritornare da solo all'aereo ma Rik, attraverso le telecamere, ha visto il corpo di Ayaz a terra. Sylvie visita casa sua, dove intende morire vicino alle ceneri del suo ragazzo, ma viene persuasa a ritornare da Jakub dopo essersi scambiati un bacio. Mentre l'aereo si prepara a decollare in direzione Bulgaria, Ayaz si presenta sulla pista gravemente ferito.

## Terenzio
- Titolo originale: Terenzio
- Diretto da: Indi Calfat e Dirk Verheye
- Scritto da: Jason George

### Trama
Terenzio si sveglia ammanettato alla baia avionica, dove è stato segregato dagli altri passeggeri. Rik si scusa con Ayaz per averlo lasciato nel quartier generale della NATO. I passeggeri discutono riguardo al poco tempo che avranno dopo essere atterrati in Bulgaria, decidendo di portare Terenzio con loro. Dopo l'atterraggio, corrono verso il bunker utilizzando due Jeep. Terenzio in cerca di redenzione si fa volontario per restare indietro mentre gli altri cercano il bunker. Sylvie lo ammanetta al cancello per assicurarsi che mantenga la parola data e lascia le chiavi per la seconda Jeep. Ayaz, soffrendo per via della ferita alla testa, si schianta con la Jeep e il gruppo è quindi costretto a procedere a piedi. Prendono la direzione sbagliata e raggiungono un cancello differente. Il primo gruppo trova l'entrata del bunker, scassinando la porta e iniziando a scendere nel tunnel mentre Sylvie aspetta gli altri, che arrivano poco dopo. Incapace di liberarsi, Terenzio guarda il sole sorgere e soccombe ai suoi raggi. Il secondo gruppo trova Sylvie ed entrano nel bunker insieme. Vengono scortati all'interno del bunker dall'ufficiale comandante, che dice a Sylvie che il problema del sole può essere risolto con il loro aiuto.